# Marsilio da Carrara
Pour les articles homonymes, voir da Carrara.
Pour les autres membres de la famille, voir Maison da Carrara.
Marsilio de Carrara, neveu et successeur de Jacopo de Carrara, attaqué par l'un de ses oncles, transféra entièrement à Cangrande della Scala la seigneurie de Padoue, en ne conservant dans la ville qu'un pouvoir administratif (1328). Il parvint cependant, en 1337, avec l'aide des républiques de Florence et de Venise, à recouvrer sa souveraineté. Il mourut en 1338.

## Sources
Marie-Nicolas Bouillet  et Alexis Chassang (dir.), « Marsilio da Carrara » dans Dictionnaire universel d’histoire et de géographie, 1878 (lire sur Wikisource)